# 다나카 간타
다나카 간타(일본어: 田中 勘太, 1998년 1월 3일~)는 일본의 축구 선수이다.

## 구단 경력
그는 2020년 J3리그의 카탈레 도야마에 입단했고, 2년동안 팀에서 뛰었다. 2022년 이와키 FC로 이적했다. 2023년 일본 지역 리그의 도치기 시티로 이적했다. 2024년부터 일본 풋볼 리그로 승격했다. 2024년 일본 풋볼 리그 우승으로 J3리그로 승격했다.